# 加拉帕戈斯马尾藻
加拉帕戈斯马尾藻(学名:Sargassum galapagense)是厄瓜多尔科隆群岛特有的一种褐藻。

## 习性

### 分布与栖息地
加拉帕戈斯马尾藻现时主要分布于群岛的西部海域，相信在1982年-1983年厄尔尼诺现象发生前其分布范围更为广泛。
在1983年以前，它们曾被发现于伊莎贝拉岛的卡莱塔塔霍河和巴伊亚河畔，费尔南迪纳岛的埃斯皮诺萨角和道格拉斯角，弗雷里安纳岛的钱皮恩屿，圣克里斯托巴尔岛和圣克鲁斯岛的托尔图加港。
在1983年以后，它们被发现于费尔南迪纳岛的埃斯皮诺萨角和格拉斯角和费尔南迪纳岛的南部海岸，伊莎贝拉岛的Cabo Berkely，莫雷诺角，Castles和Bahia de los Perros，弗雷里安纳岛的钱皮恩屿和圣克鲁斯岛的Nuñez角和弗洛明格湖。
它们的栖息地位于潮间带和潮下带浅水区。

## 保护状况
现时因为加拉帕戈斯马尾藻的具体分布范围和种群数量及趋势目前不明，国际自然保护联盟将其列为数据缺乏。它们受到厄尔尼诺现象和气候变化的威胁，海胆和其他以它们为食的食草动物数量的上升也使它们数量的下降。